# Lepanthes rodrigogonzalesii
Lepanthes rodrigogonzalesii är en orkidéart som beskrevs av Fredy Archila. Lepanthes rodrigogonzalesii ingår i släktet Lepanthes och familjen orkidéer.
Artens utbredningsområde är Guatemala. Inga underarter finns listade i Catalogue of Life.